# Betrayal (jeu vidéo)
Pour les articles homonymes, voir Betrayal.
Betrayal est un jeu vidéo de stratégie développé par Rainbird  et publié par MicroProse en 1990 sur Amiga, Atari ST et IBM PC. Le joueur incarne un gouverneur d’une province d’Angleterre. Le jeu combine politique et stratégie militaire. Le joueur doit en effet gérer sa province en développant ses cités afin d’accroitre ses revenus et de gagner de l’influence auprès du roi et du parlement. Il doit également lever une armée afin de combattre ses rivaux. Lorsque deux armées se rencontrent, le joueur bascule en mode wargame afin de simuler l’affrontement,.

## Accueil
| Betrayal                 |      |       |
| Média                    | Pays | Notes |
| Amiga Action             | GB   | 74 %  |
| Amiga Format             | GB   | 84 %  |
| Amiga User International | GB   | 98 %  |
| CU Amiga                 | GB   | 75 %  |
| Zzap!64                  | GB   | 70 %  |